# Lepas anatifera
Lepas anatifera är en kräftdjursart som beskrevs av Carl von Linné 1758. Lepas anatifera ingår i släktet Lepas och familjen Lepadidae. Det är osäkert om arten förekommer i Sverige. Inga underarter finns listade i Catalogue of Life.

## Bildgalleri

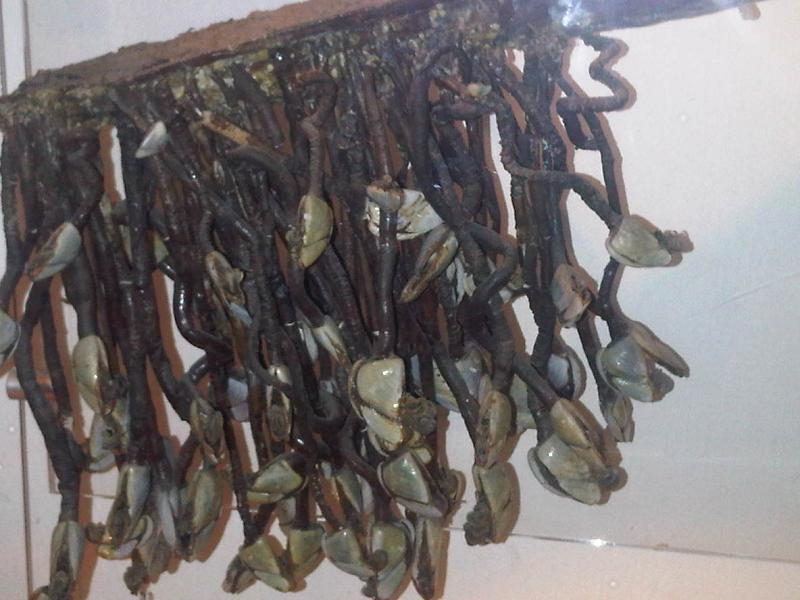
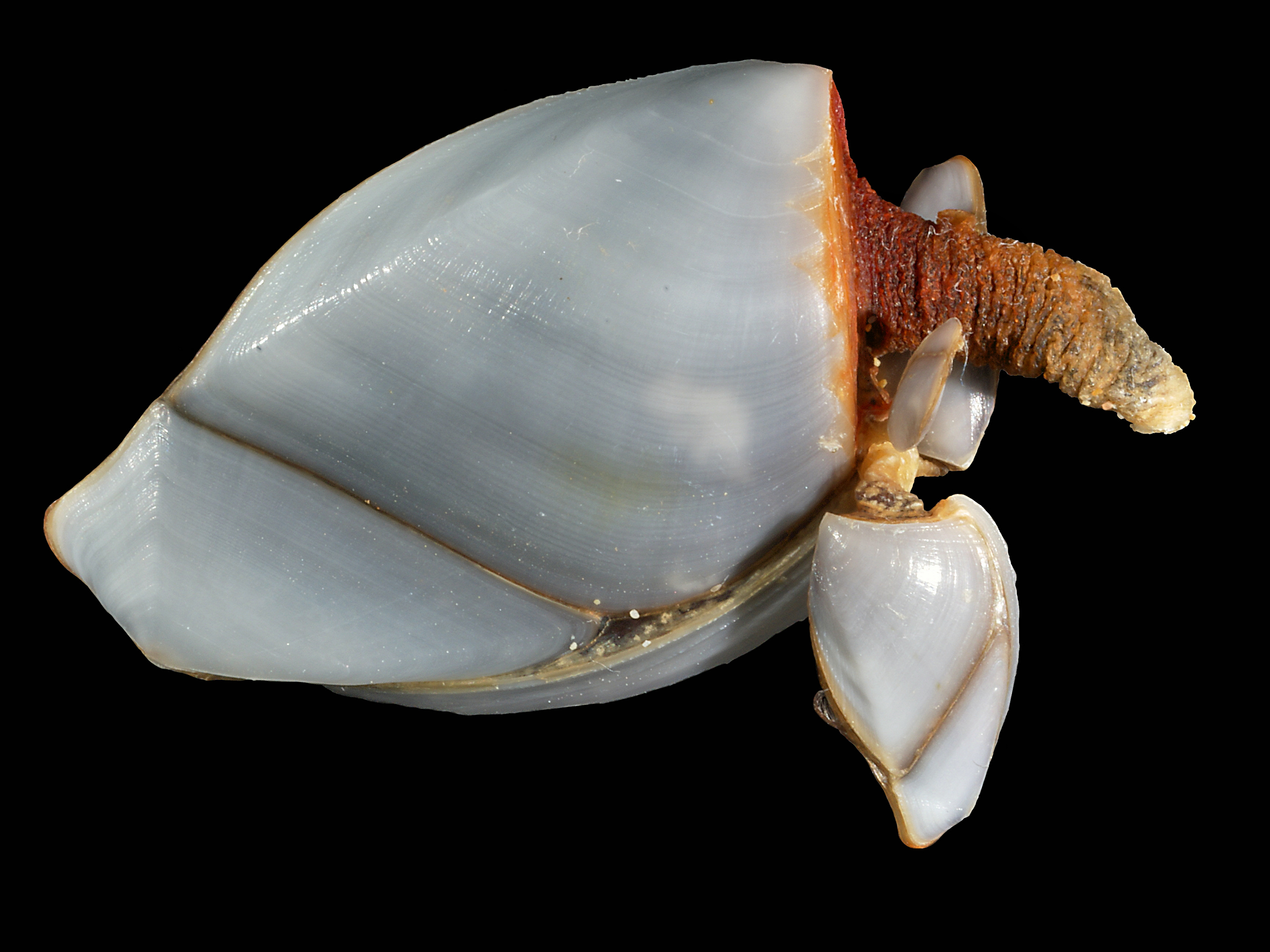